# Bass Coast
Bass Coast är en kommun i Australien. Den ligger i delstaten Victoria, omkring 86 kilometer sydost om delstatshuvudstaden Melbourne. Antalet invånare var 32 804 vid folkräkningen 2016.
Följande samhällen finns i Bass Coast:
- Cowes
- Newhaven
- North Wonthaggi
- Wonthaggi